# Grand Prix d'Ouverture La Marseillaise 2002
Il Grand Prix d'Ouverture La Marseillaise 2002, ventitreesima edizione della corsa, valido come evento del circuito UCI categoria 1.3, si svolse il 5 febbraio 2002 su un percorso di 144 km, con partenza da Allauch e arrivo ad Aubagne, in Francia. La vittoria fu appannaggio del francese Xavier Jan, che completò il percorso in 3h37'23", alla media di 39,745 km/h, precedendo il russo Aleksandr Bočarov ed il connazionale Cyril Dessel.
Sul traguardo di Aubagne 51 ciclisti portarono a termine la competizione.

## Ordine d'arrivo (Top 10)
| Pos. | Corridore         | Squadra           | Tempo    |
| ---- | ----------------- | ----------------- | -------- |
| 1    | Xavier Jan        | Big Mat-Auber 93  | 3h37'23" |
| 2    | Aleksandr Bočarov | AG2R Prévoyance   | a 7"     |
| 3    | Cyril Dessel      | Jean Delatour     | a 27"    |
| 4    | Andrea Ferrigato  | Alessio           | a 28"    |
| 5    | Josu Silloniz     | Euskaltel-Euskadi | a 30"    |
| 6    | Jo Planckaert     | Cofidis           | s.t.     |
| 7    | Giuseppe Palumbo  | De Nardi          | s.t.     |
| 8    | Oscar Cavagnis    | Landbouwkrediet   | s.t.     |
| 9    | Paul Van Hyfte    | CSC-Tiscali       | s.t.     |
| 10   | Pascal Deramé     | Bonjour           | s.t.     |